# Tamworth Two

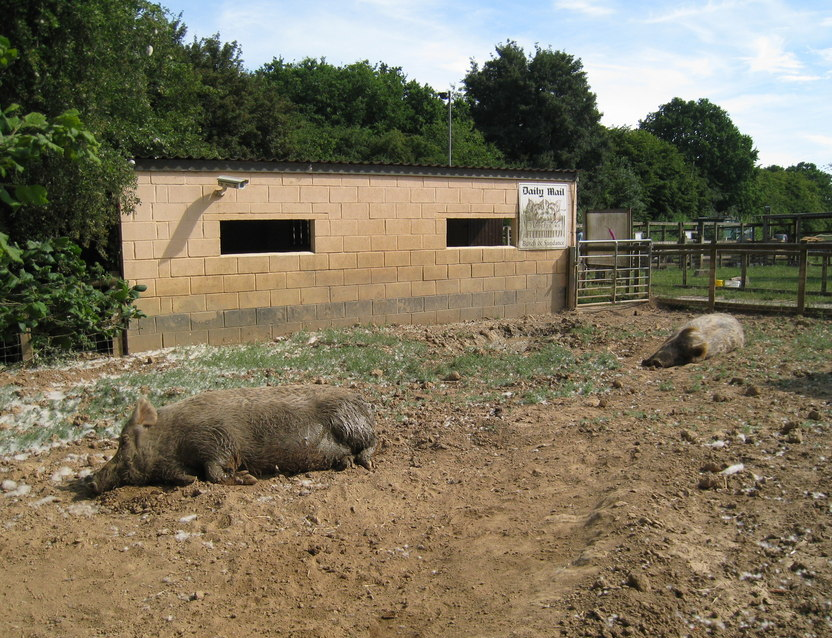
Tamworth Two

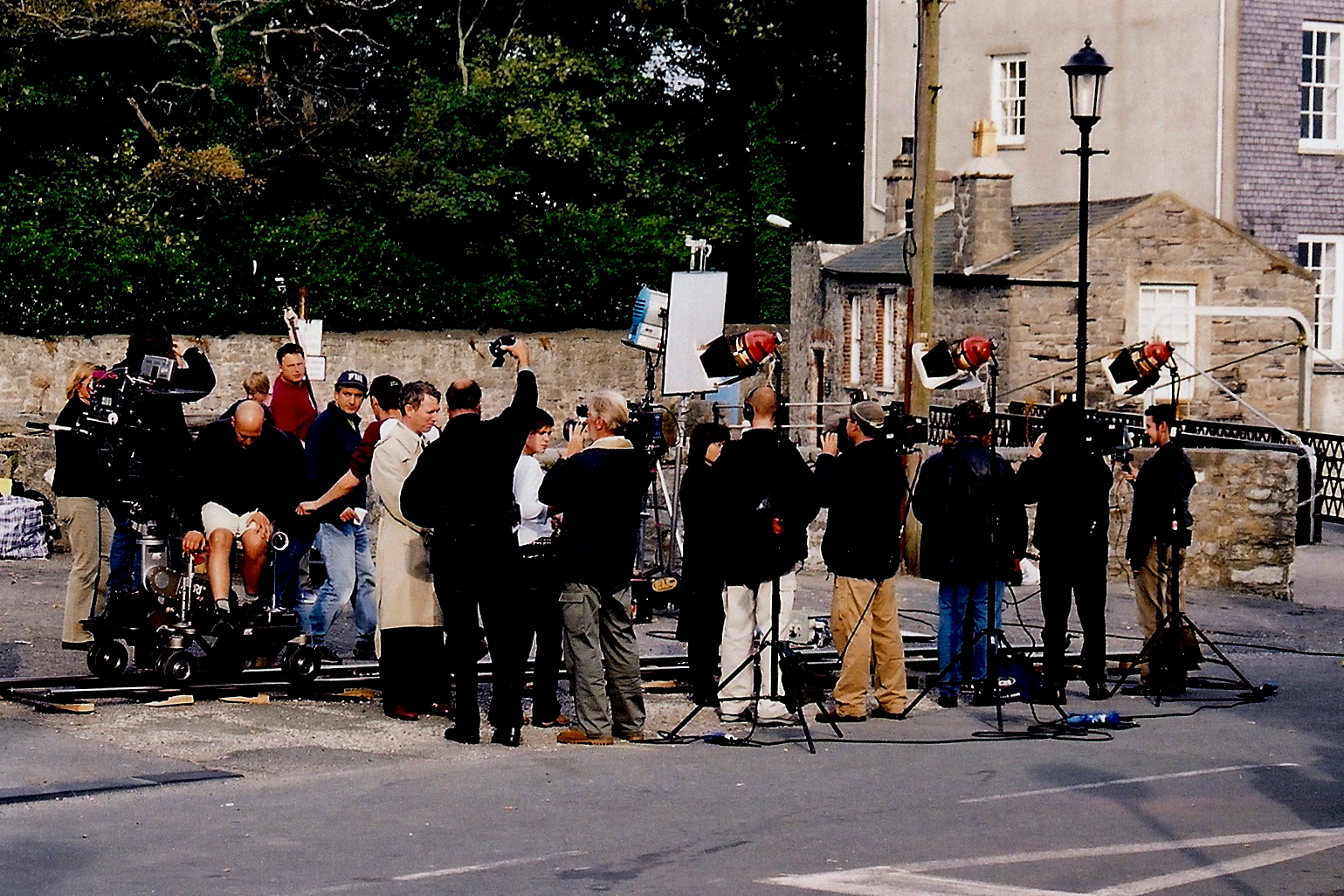
Dreharbeiten für The Legend of the Tamworth Two der BBC (2003)

Die Tamworth Two (1997–8. Oktober 2010 und 1997–23. Mai 2011) waren zwei Schweine, die Ende der 1990er Jahre in England berühmt wurden. Sie entkamen von einem Transporter, der sie im Januar 1998 in Malmsbury, Wiltshire zum Schlachter fahren sollte. Die beiden Tamworth-Schweine, die später von den Medien Butch (nach Butch Cassidy) und Sundance (nach Sundance Kid) genannt wurden, befanden sich etwas mehr als eine Woche lang auf der Flucht und erregten in dieser Zeit großes öffentliches Interesse in Großbritannien sowie international. Die BBC gestaltete die Geschichte 2003 als dramatische Aufarbeitung. Die Daily News kaufte beide Schweine und erwarb so die weiteren Rechte zur Medienberichterstattung.
Nachdem sie wieder eingefangen waren, lebten die beiden Schweine in einem luxuriösen  Stall in dem Rare Breeds Centre in Woodchurch bei Ashford in der Grafschaft Kent. Sundance verstarb mit 14 Jahren, sein Schwesterschwein Butch sieben Monate früher.